# Karina Tyma
Karina Tyma (* 5. Mai 2000 in Gorzów Wielkopolski) ist eine polnische Squashspielerin.

## Karriere
Karina Tyma spielte erstmals 2018 auf der PSA World Tour und gewann auf dieser bislang drei Titel. Ihre höchste Platzierung in der Weltrangliste erreichte sie mit Rang 61 im Mai 2022. Mit der polnischen Nationalmannschaft nahm sie 2018 zum ersten Mal an den Europameisterschaften teil. Im Einzel gelang ihr noch bei den Juniorinnen mit dem Titelgewinn im Jahr 2019 ein großer Erfolg. Bei den Profis erreichte sie 2018 und 2019 jeweils das Achtelfinale. 2017 sowie von 2019 bis 2025 wurde sie polnische Meisterin.

## Erfolge
- Gewonnene PSA-Titel: 3
- Polnische Meisterin: 8 Titel (2017, 2019–2025)